# Молодёжка. Новая смена
«Молодёжка. Но́вая сме́на» — российский комедийно-драматический сериал о хоккее с шайбой среди молодёжи, является сиквелом спортивной драмы «Молодёжка». Пилотное название сериала — «Молодёжка. Студенты». Производством проекта занимается компания Art Pictures Vision.
Премьера двух первых серий состоялась на телеканале СТС 5 ноября 2024 года. Новые серии выходили в эфир с понедельника по четверг в 20:00.
20 декабря 2024 года сериал был официально продлён на второй сезон. Его съемки стартовали 2 июля 2025 года.

## Сюжет
Команду Студенческой хоккейной лиги «Акулы Политеха» решают расформировать по причине частых проигрышей и экономии бюджета вуза. Тем временем в Политехнический университет проректором по молодёжной политике назначают Вадима Юрьевича Казанцева. Он решает спасти хоккейную команду, став генеральным менеджером «Акул Политеха». Вадим Юрьевич находит команде постоянного спонсора, а на место ушедшего тренера решает пригласить бывшего игрока «Медведей» Андрея Кисляка, у которого жизнь пошла под откос: он потерял родного отца, а любимая жена вскоре ушла от него. Казанцев ставит перед Кисляком задачу сделать из «Акул Политеха» сплочённую хоккейную команду и вывести её в плей-офф Студенческой хоккейной лиги. Главным соперником на пути к цели станет хоккейная команда «Корсары» тренером которой назначен бывший игрок «Медведей» и друг Андрея Кисляка, Антон Антипов.

## Актёры и роли

### В ролях

#### Игроки хоккейных команд
| Актёр                      | Роль |
| -------------------------- | --- |
| Игорь Огурцов              | Семён Николаевич Бакин бывший вратарь (игрок № 38) хоккейного клуба КХЛ «Медведи», владелец сети СТО «Двести»                                        |
| Матвей Зубалевич           | Алексей Петрович Смирнов защитник (игрок № 13) хоккейного клуба ВХЛ «Металлист»                                                                      |
| Иван Жвакин                | Александр Станиславович Костров нападающий (игрок № 9) хоккейного клуба КХЛ «ЦСКА»                                                                   |
| Михаил Гаврилов-Третьяков  | Евгений Андреевич Царёв нападающий (игрок № 45) хоккейного клуба НХЛ «Бостон Брюинз»                                                                 |
| Макар Запорожский          | Дмитрий Андреевич Щукин бывший вратарь хоккейного клуба МХЛ «Медведи»                                                                                |
| Егор Кирячок               | Кирилл Сергеевич Егоров нападающий (игрок № 13) и бывший капитан хоккейной команды «Акулы Политеха», бывший нападающий хоккейного клуба ВХЛ «Спарта» |
| Илья Лейбин                | Дмитрий Федорцов вратарь (игрок № 23) и, ранее защитник хоккейной команды «Акулы Политеха»                                                           |
| Андрей Нестеренко          | Игорь Крепчук нападающий (игрок № 33) хоккейной команды «Акулы Политеха»                                                                             |
| Максим Пушненков           | Захар Степанович Дергачёв защитник (игрок № 12) хоккейной команды «Акулы Политеха»                                                                   |
| Никита Паршин              | Владислав Самсонов бывший нападающий (игрок № 7) и бывший капитан хоккейной команды «Акулы Политеха»                                                 |
| Даниил Киселёв             | Олег Валенцов нападающий (игрок № 49) и капитан хоккейной команды «Акулы Политеха»                                                                   |
| Артур Каспранов            | Ренат Файзулин нападающий (игрок № 91) хоккейной команды «Акулы Политеха»                                                                            |
| Алина Большакова (2 сезон) | вратарь хоккейной команды «Акулы Политеха» |
| Константин Раскатов        | Вяземский нападающий (игрок № 29) хоккейной команды «Корсары»                                                                                        |
| Алексей Пряхин             | Васильев нападающий (игрок № 25) хоккейной команды «Акулы Политеха»                                                                                  |

#### Родители и родственники
| Актёр                        | Роль |
| ---------------------------- | --- |
| Вячеслав Паршин              | Ярослав Самсонов брат-близнец Владислава Самсонова                                                                                        |
| Кирилл Полухин               | Степан Иванович Дергачёв отец Захара Дергачёва, майор полиции                                                                             |
| Марина Кондратьева           | Вера Дергачёва мать Захара Дергачёва |
| Николай Добрынин             | Николай Семёнович Бакин отец Семёна Бакина                                                                                                |
| Игорь Верник                 | Сергей Сергеевич Егоров отец Кирилла Егорова, генеральный директор строительной компании «Исполин-Е», генеральный спонсор «Акул Политеха» |
| Тагир Рахимов                | Ришат Эльдарович дядя Рената Файзулина, отец Дамиры Якубовой                                                                              |
| Янина Колесниченко           | Наталья Антоновна Лебедева мать Екатерины Азаровой, психолог                                                                              |
| Сергей Гирин                 | Иван Иванович Москвин отец Елизаветы Москвиной, преподаватель Политехнического университета по экономике                                  |
| Валерия Забегаева            | мать Владислава и Ярослава Самсоновых |
| Олеся Судзиловская (2 сезон) | |
| Дарья Фекленко (2 сезон)     | |
| Евгения Дмитриева (2 сезон)  | |
| Наталья Унгард (2 сезон)     | |

#### Руководство команд
| Актёр                    | Роль                                                                            |
| ------------------------ | ------------------------------------------------------------------------------- |
| Владислав Канопка        | Андрей Викторович Кисляк главный тренер хоккейной команды «Акулы Политеха»      |
| Иван Мулин               | Антон Владимирович Антипов главный тренер хоккейной команды «Корсары»           |
| Артём Осипов             | Павел Лапин бывший главный тренер хоккейной команды «Акулы Политеха»            |
| Сергей Комаров (2 сезон) | Юрий Михайлович Романенко мастер по заточке коньков хоккейного клуба МХЛ «Югра» |

#### Менеджеры
| Актёр             | Роль |
| ----------------- | --- |
| Владимир Зайцев   | Вадим Юрьевич Казанцев проректор Политехнического университета по молодёжной политике, генеральный менеджер «Акул Политеха» |
| Алёна Бабенко     | Ольга Сергеевна Москвина мать Елизаветы Москвиной, проректор Политехнического университета по учебной работе                |
| Александр Назаров | Евгений Валентинович ректор Политехнического университета                                                                   |
| Марианна Шульц    | Галина Леонидовна комендант студенческого общежития Политехнического университета (с 3 по 7 серии)                          |
| Анатолий Кот      | Анатолий Леонидович Жилин член комиссии и начальник договорного отдела Межрегиональной федерации хоккея                     |
| Анатолий Котенёв  | Павел Андреевич председатель комиссии Межрегиональной федерации хоккея                                                      |

#### Девушки и жёны
| Актёр                          | Роль |
| ------------------------------ | --- |
| Вероника Мохирева              | Алиса Юрьевна Шумакова студентка, девушка Владислава Самсонова                                                                                                 |
| Диана Милютина                 | Елизавета Ивановна Москвина дочь Ольги Москвиной, студентка, бывшая девушка Кирилла Егорова, девушка Олега Валенцова, капитан группы поддержки «Акул Политеха» |
| Александра Булычёва            | Жанна Викторовна продюсер и любовница Игоря Крепчука |
| Полина Шенаева                 | Анна Скворцова девушка Игоря Крепчука в общежитии |
| Екатерина Честина              | Дарья Александровна Колодина студентка, подруга/бывшая подруга Алисы Шумаковой, SMM-менеджер «Акул Политеха» (с 7 по 10 серии)                                 |
| Ангелина Поплавская            | Екатерина Сергеевна Азарова преподаватель Политехнического университета по логистике, девушка Андрея Кисляка                                                   |
| Кристина Строителева           | Мила Андреевна Кобякова врач скорой помощи, девушка Захара Дергачёва                                                                                           |
| Асель Турдубаева               | Дамира Якубова двоюродная сестра Рената Файзулина, девушка Дмитрия Федорцова                                                                                   |
| Любовь Хацкевич                | Юлия Геннадьевна журналист, девушка Игоря Крепчука в стриптиз-клубе                                                                                            |
| Маргарита Дьяченкова (2 сезон) | сестра Олега Валенцова |
| Анна Михайловская (2 сезон)    | Яна Фёдоровна Самойлова бывшая жена Андрея Кисляка |
| Мария Пирогова (2 сезон)       | Ольга Владимировна Антипова жена Антона Антипова |

#### Специально приглашённая звезда
| Актёр                        | Роль  |
| ---------------------------- | ----- |
| Владислав Каменев (16 серия) | камео |

## Список сезонов
| Сезон | Серии | Серии | Даты показа        | Даты показа        |
| ----- | ----- | ----- | ------------------ | ------------------ |
| 1     | 16    | 16    | 5 — 21 ноября 2024 | 5 — 21 ноября 2024 |
| 2     | 16    | 16    | 2026               | 2026               |

## История создания
Впервые о съёмках продолжения сериала «Молодёжка» стало известно в декабре 2022 года.
В январе 2023 года в эфире телеканала СТС был выпущен тизер, намекающий на сиквел.
30 октября 2023 года на сайте телеканала СТС и его официальном YouTube-канале состоялась премьера реюниона «Молодёжка. 10 лет», в котором ведущий задал актёрам вопрос о продолжении «Молодёжки», а в ответ все уклончиво промолчали.
21 ноября 2023 года в московском концертном зале «Академия» на презентации нового сезона телеканала СТС было официально объявлено о съёмках продолжения «Молодёжки».
11 января 2024 года телеканал СТС объявил о начале съёмок. Зимой большая часть съёмочного процесса прошла в интерьерах, а весной группа приступила к ледовым сценам. 5 июня 2024 года съёмки завершились.
25 октября 2024 года в сети кинотеатров «Каро» в 8 городах России: Москве, Краснодаре, Новосибирске, Санкт-Петербурге, Калининграде, Екатеринбурге, Тюмени и Сургуте состоялся эксклюзивный предпремьерный показ первой серии и встреча с актёрами сериала.
20 декабря 2024 года сериал был официально продлён на второй сезон. 7 июля 2025 года СТС официально объявил о старте съемок второго сезона.